# Джованні Марія Вісконті
Джованні Марія Вісконті (італ. Giovanni Maria Visconti; 7 вересня 1388 — 16 травня 1412) — 2-й герцог Міланський у 1402—1412 роках.

## Життєпис
Походив з династії Вісконті. Син Джан Галеаццо I, герцога Міланського, та Катерини Вісконті (його кузини). Народився у 1388 році в Мілані. У 1402 році помер його батько. Джованні Марію було оголошено новим герцогом Мілану. Втім через молодість нового володаря регентом стала його мати.
Втім Катерини Вісконті не виявила жорсткості та політичного хисту. Фактично держава Джан Галеаццо розпалася: відпали Генуя, Піза, Сієна, Перуджа, Болонья, Верона. Боротьбу між собою стали вести різні фракції, що наймали кондотьєрів, з яких найщасливішим виявився кондотьєр Фачіно Кане. Цей найманець зумів викликати у герцога Джованні Марії підозри по відношенню до матері, і Катерину було запроторено до замку Монца, де вона померла 17 жовтня 1404 року (за однією версією — від отрути, за іншою — від мору). Втім це не поліпшило становища. Протягом 1406—1408 років відбулися повстання в підпорядкованих містах. Альпійські комуни перейшли під зверхність Ліги Божого Дому (сучасна Швейцарія).
У 1408 року Джованні Марія Вісконті одружився з донькою Карло I Малатеста, сподіваючись отримати допомогу в приборканні повсталих міст. Втім боротьба з феодалами і комунами тривала. У травні 1409 року, коли під час війни натовп закричав йому: «Миру! Миру!», герцог наказав солдатам напасти на них, в результаті чого вбито 200 осіб. Після цього він заборонив вимовляти слова «війна» і «мир», і навіть священники були змушені під час меси говорити dona nobis tranquillitatem замість pacem.
Проти герцога було складено змову, і коли Фачіно Кане серйозно захворів і лежав при смерті в Павії, Джованні Марія Вісконті було вбито перед церквою Сан-Готтардо. Понівечений труп герцога любляча його коханка вкрила трояндами. Вмираючий Фачіно Кані змусив своїх капітанів присягнути, що вони підтримають як наступника вбитого герцога його молодшого брата Філіпо Марія Вісконті. Також він наполіг, щоб його дружина Беатріче де Тенда після його смерті вийшла заміж за Філіпо Марію.

## Захоплення
Джованні Марія Вісконті уславився своїми собаками — мастифами, яких він тренував для полювання на людей. Також з ними ходив на полювання, що було іншою пристрастю герцога.

## Родина
Дружина — Антонія, донька Карло Малатести, синьйора Ріміні
Діти: не було